# Les Bouches inutiles
Les Bouches inutiles est l'unique pièce de théâtre de Simone de Beauvoir, écrite vers 1944 et publiée le 7 décembre 1945 aux éditions Gallimard. Elle est constituée de deux actes et de huit tableaux.

## Historique
Écrite durant la guerre et après son renvoi de l'Éducation nationale en 1943, la pièce n'aura que peu de succès et sera suspendue après une cinquantaine de représentations. La pièce est créée au Théâtre des Carrefours le 30 octobre 1945 dans une mise en scène de Michel Vitold.

## Distribution à la création
- Louis d'Avesnes, Maître d'Avesnes : Lucien Blondeau
- Jacques Van Der Welde: Roger Bontemps
- François Rosbourg : Georges Vitsoris[1]
- Jean-Pierre Gauthier: Jean Berger
- Georges d'Avesnes, fils de Louis d'Avesnes : Jean-Roger Caussimon
- Catherine, épouse de Louis d'Avesnes : Jacqueline Morane
- Clarice, sa fille : Olga Kosakiewicz
- Jeanne, sœur de Jean-Pierre Gauthier : Marise-Manuel
- Femmes du peuple[2]
- Le capitaine
- Le chef de chantier Aldermanate
- Soldats, maçons, tisserands, maîtres de guilde, peuple populaire

## Éditions
- Les Bouches inutiles, éditions Gallimard, 1945  (ISBN 2070280241).